# Arnould de Frise occidentale
Pour les articles homonymes, voir Arnoul et Arnould.
Arnould de Frise occidentale (en néerlandais : Arnulf van West-Frisia), aussi appelé Arnould de Gand (en néerlandais : Arnulf van Gent, en latin Arnulf Gandensis), né vers 951 à Gand et mort le 18 septembre 993 tué sur la Meuse, est comte de Frise occidentale de 988 à 993.

## Biographie
Il est le fils de Thierry II, comte de Frise occidentale, et d'Hildegarde de Flandre.
Le plus ancien document qui le mentionne, ainsi que ses parents, date du 26 octobre 970. Il apparaît ensuite dans de nombreuses chartes, de même que son père, initialement à ses côtés.
En 983, il accompagne l'empereur Othon II à Rome et augmente ses territoires vers le sud[pas clair].
Il fait donation[Quand ?] d'une partie de ses terres, notamment celles de Bergan (aujourd'hui Hillegersberg) et de Schie (Overschie) au bord de la rivière Schie, à l'abbaye d'Egmond. Cette donation a peut-être un rapport avec les travaux d'assèchement des marais de Hollande par les moines de cette abbaye.
Arnould est le premier comte à devoir lutter contre une révolte des Frisons occidentaux. Il est tué le 18 septembre 993, probablement à l'embouchure de la Meuse.
Il est inhumé avec d'autres membres de sa famille dans l'abbaye d'Egmond. Le 20 septembre 993, son épouse Luitgarde offre le domaine de Rugge à l'abbaye Saint-Pierre de Gand, pour le salut de son époux.
En juillet 1005, elle se réconcilie avec les Frisons.
Arnould est canonisé à une date ultérieure.

## Famille

### Mariage et descendance
Il épousa en mai 980 Luitgarde (née en 955 à Bruxelles, fille de Sigefroy, comte de Luxembourg), sœur de Cunégonde de Luxembourg (épouse de l'empereur Henri II le Saint).
Arnould et Luitgarde ont eu trois enfants :
- Adélaïde (morte vers 1045), mariée à Baudouin II, comte de Boulogne, puis à Enguerrand Ier, comte de Ponthieu ;
- Thierry III (vers 980-1044) ;
- Sigefroy (vers 980-1030).

### Ascendance

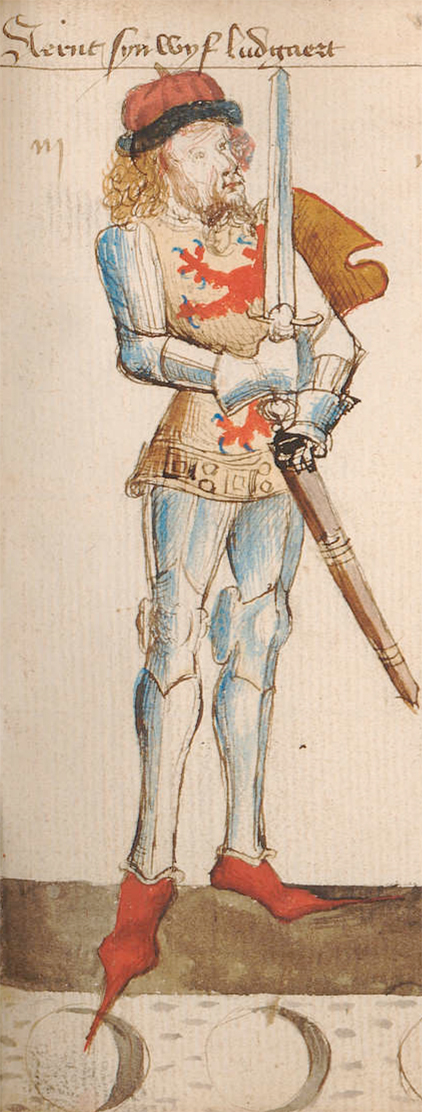
Arnould représenté par Hendrik van Heessel (XVe siècle).